# Ricardo Gasset
Ricardo Gasset Alzugaray (Madrid, 16 de junio de 1894-Madrid, 20 de junio de 1966) fue un abogado, periodista y político español. A temprana edad se convirtió en director del diario El Imparcial. Fue diputado en Cortes durante el período de la Restauración y la Segunda República.

## Biografía
Nacido en 1894, era hijo de Rafael Gasset Chinchilla y nieto de Eduardo Gasset y Artime, siendo el exponente de la tercera generación de una dinastía con gran tradición periodística y vocación política. Cursó estudios de derecho en la Universidad Central de Madrid. En 1916, contando con 23 años fue designado director de El Imparcial, el periódico familiar.
También en ese año dio el salto a la política de la mano del Partido Liberal. En las elecciones de 1916 fue elegido diputado en Cortes por el distrito de Almagro. En las elecciones de 1918 no logró obtener acta por el distrito de Don Benito, pero sí lo logaría en la elección parcial celebrada en diciembre de ese año en el distrito de Noya para sustituir a su primo Eduardo Gasset Neira, fallecido por la pandemia de gripe. Durante los siguientes años, en los comicios de 1920 y 1923, lograría revalidar este escaño. Se mantuvo activo en política hasta la instauración de la dictadura de Primo de Rivera, cuando se trasladó a la provincia de Lugo para hacerse cargo de la gestión del Balneario de Incio.
Con el advenimiento de la Segunda República regresó a la política activa, uniéndose al Partido Republicano Radical de Alejandro Lerroux. En septiembre de 1933 fue designado gobernador civil de la provincia de Lugo, cargo que desempeñó hasta su dimisión en febrero de 1934. Para entonces se había distanciado del Partido Radical por su línea de actuación y su política de alianzas. Siguiendo los pasos de Diego Martínez Barrio, ese mismo año abandonó las filas radicales y se integró en Unión Republicana. Participó en las elecciones de 1936 dentro de las listas del Frente Popular, obteniendo 87.116 votos por la circunscripción de Lugo y logrando hacerse con el acta de diputado.
El estallido de la Guerra Civil le sorprendió encontrándose en Galicia, si bien lograría regresar a Madrid. Durante el transcurso de la contienda desempeñó el cargo de Subsecretario de Comunicaciones, colaborando con el ministro Bernardo Giner de los Ríos. También asistió a las reuniones que celebraron las Cortes republicanas. En 1939, con la derrota republicana, marchó al exilio en Francia. Allí editaría un periódico, L'Espagne républicaine, que se publicó ente 1945 y 1949. Gasset no regresaría a España hasta 1949, retirado de la vida pública. Falleció en Madrid en 1966.